# Nova Alvorada

Nova Alvorada.

Nova Alvorada es un municipio brasileño del estado de Mato Grosso do Sul.
Se encuentra ubicado a una latitud de 28º40'39" Sur y una longitud de 52º09'59" Oeste, estando a una altitud de 427 metros sobre el nivel del mar. Su población estimada para el año 2004 era de 2.810 habitantes.
Ocupa una superficie de 149,45 km².
- Datos: Q1758157
- Multimedia: Nova Alvorada / Q1758157